# Majdan-Wyła
Majdan-Wyła (ukr. Майдан-Вила) – stacja kolejowa w miejscowości Mychajluczka, w rejonie szepetowskim, w obwodzie chmielnickim, na Ukrainie. Położona jest na linii Kalinkowicze – Szepetówka.
Stacja istniała w okresie międzywojennym.